# Trieben
Trieben es una localidad del distrito de Liezen, en el estado de Estiria, Austria, con una población estimada a principio del año 2018 de 3390 habitantes. 
Se encuentra ubicada al noroeste del estado, al noroeste de la ciudad de Graz —la capital del estado— y cerca del parque nacional Gesäuse y de la frontera con el estado de Alta Austria.